# 라리과
라리과(스페인어: La Ligua)는 칠레 발파라이소 주 페토르카 현의 코무나이다.